# Rochelle Ashana
Rochelle Ashana es una actriz, fotógrafa y doble de riesgo filipina-estadounidense, reconocida principalmente por interpretar el papel de Mylee en la película estadounidense de artes marciales Kickboxer en 1989.

## Carrera
Rochelle cursó estudios en la UCLA en California en artes y diseño. Más adelante se mudó a Maui, Hawái, donde se desempeñó como fotógrafa.
Como actriz, Ashana protagonizó la cinta Kickboxer ejerciendo como pareja del personaje de Jean-Claude Van Damme. También apareció en famosas series de televisión como The A-Team y Hooperman. Más allá de la actuación, Rochelle se ha desempeñado en la fotografía y posee una compañía de distribución cerca de Washington D. C.

## Filmografía

### Cine y televisión
- 1996 - Carjack
- 1993 - Fear of a Black Hat
- 1990 - The Sword of Bushido
- 1989 - 227
- 1989 - Kickboxer
- 1988 - Fright Night II
- 1988 - Hooperman
- 1986 - The A-Team